# 新罕布什尔州州旗
新罕布什尔州州旗为一面蓝色旗帜，中心为州徽。最早启用于1909年，并在1931年修改州徽时更新，1909年以前新罕布什尔州以若干军旗作为象征。
州徽上为1776年的蒸汽船“罗利”（英語：Raleigh）号，此船是大陆会议最早拥有的13艘战舰之一，1776年建于新罕布什尔州朴次茅斯。州徽由月桂树环绕，象征荣誉和胜利。其间的九颗星象征该州为加入联邦的第九个州。